# 塞舒-迪马尼奥西什
塞舒-迪马尼奥西什是葡萄牙布拉干萨区的一个堂区。总面积8.8平方公里，总人口501人，人口密度56.9人/平方公里。